# Tarentola americana
Espèce
Synonymes
- Platydactylus americanus Gray, 1831
- Platydactylus milbertii Duméril & Bibron, 1836
- Platydactylus americanus var. cubanus Gundlach & Peters in Peters, 1864
- Tarentola cubana Gundlach & Peters, 1864

Statut de conservation UICN

 LC  : Préoccupation mineure
Tarentola americana est une espèce de geckos de la famille des Phyllodactylidae.

## Répartition
Cette espèce se rencontre à Cuba et aux Bahamas.

## Liste des sous-espèces
Selon The Reptile Database (14 février 2013) :
- Tarentola americana americana (Gray, 1831)
- Tarentola americana warreni Schwartz, 1968

## Publications originales
- Gray, 1831 "1830" : A synopsis of the species of Class Reptilia. The animal kingdom arranged in conformity with its organisation by the Baron Cuvier with additional descriptions of all the species hither named, and of many before noticed, V Whittaker, Treacher and Co., London, vol. 9, Supplement, p. 1-110 (texte intégral).
- Schwartz, 1968 : Geographic variation in the New World geckkonid lizard Tarentola americana Gray. Proceedings of the Biological Society of Washington, vol. 81, p. 123-142 (texte intégral).